# 渡辺一也
渡辺 一也（わたなべ かずや、1961年2月15日 - ）は日本のバーテンダー。黄綬褒章受章者。

## 経歴
1961年2月15日に埼玉県に産まれる。
1979年に京王プラザホテルへ入社する。レストランのホール担当などを勤めていたが、あるカクテルのコンペティションを見て、バーテンダーを目標にし異動願を提出。1985年には目標であった日本ホテルバーメンズ協会主宰の創作カクテルコンペティションへ出場を果たすが、0.1点差で準優勝となる。翌年の再チャレンジで優勝を果たす。優勝した渡辺を見に、多くの人が渡辺と会うためにバーを訪れた。渡辺が聞いたこともないようなウイスキーやカクテルを注文する客もいて、自分が技術に偏っていたことを気づくと共に反省し、改めてお酒の勉強を深く広くするようになった。
2006年、一般社団法人日本ホテルバーメンズ協会会長に就任する。
2012年、黄綬褒章を受章。バーテンダーとしては初の受章となる。

## 受賞歴
- 1984年 サントリー ザ・カクテルコンペティション'84 グランプリ[1]
- 1985年 日本ホテルバーメンズ協会 創作カクテルコンペティション 準優勝[1]
- 1986年 日本ホテルバーメンズ協会 創作カクテルコンペティション 優勝[1]
- 2005年 東京都優秀技能者知事賞（東京マイスター）[1]
- 2011年 現代の名工[1]
- 2012年 シャンパーニュ騎士団シュヴァリエ認定[1]
- 2012年 黄綬褒章[1]

## 著作
監修
- カクテル・レシピ550 - 2007年、成美堂、ISBN 978-4415105260

- うまいカクテルの方程式 :方程式を覚えれば誰にでも美味しいカクテルが簡単に作れる - 2008年、日東書院本社、ISBN 978-4528019591

- バーテンダーパーフェクトガイド :バーテンダーを目指す人のためのベストマニュアル - 2009年、ナツメ社、ISBN 978-4816348068
- いちばんおいしいカクテルの公式 :一流ホテル・バーの味が作れるベスト・レシピ - 2010年、日本文芸社、ISBN 978-4537208054
- カクテル完全バイブル :Barでたしなむ家で楽しむ - 2012年、ナツメ社、ISBN 978-4816353116
- バーテンダーハンドブック :プロの技術と知識がわかる - 2012、ナツメ社、ISBN 978-4816352102
- ゼロから始めるカクテル&バー入門 - 2014年、メディアファクトリー、ISBN 978-4040667362
- 基本のカクテル手帖 知ればもっとおいしい! 食通の常識  - 2017年、世界文化社、ISBN 978-4418173112
- 新版 厳選カクテル&Bar手帖 - 2021年、世界文化社、ISBN 978-4418213191
- カクテルを楽しむ教科書 :理由がわかればもっとおいしい! - 2021年、ナツメ社、ISBN 978-4816370946

## 創作カクテル
マリオネット
1985年 日本ホテルバーメンズ協会 創作カクテルコンペティション 準優勝作品。
レシピ
- ドライ・ジン - 20ml
- アマレット - 10ml
- グレープフルーツジュース - 30ml
- グレナデンシロップ - 1tsp

作り方
1. 材料をシェイクしカクテル・グラスに注ぐ。
2. オレンジピールを絞りかける。

セレブレーション
1986年 日本ホテルバーメンズ協会 創作カクテルコンペティション 優勝作品。京王プラザホテルの開業15周年記念作品でもある。
シャンパンベースのカクテルの多くは、最後にグラスへシャンパンを注ぐ作り方をするが、このカクテルは先にシャンパンをグラスに注ぎ、次にシェイクした副材料を注ぐ。シャンパンの泡に持ち上げられることで混ざるというカクテルである。コンペティション会場では「渡辺が作成手順を間違えたのではないか」とざわつくことになったが、混ざったカクテルが完成したときには驚愕のざわめきへと変わった。
レシピ
- シャンパン - 30ml
- コニャック - 10ml
- クレーム・ド・フランボワーズ - 20ml
- コーディアル・ライムジュース - 1tsp

作り方
1. シャンパンをカクテル・グラスに注ぐ。
2. シャンパン以外の材料をシェイクし、グラスに注ぐ。